# Babel / Lettre à mes amis restés en Belgique
 (février 2025).
Si vous disposez d'ouvrages ou d'articles de référence ou si vous connaissez des sites web de qualité traitant du thème abordé ici, merci de compléter l'article en donnant les références utiles à sa vérifiabilité et en les liant à la section « Notes et références ».
 (février 2025).
- Si vous ne connaissez pas le sujet, laissez ce bandeau (vous pouvez alors contacter les auteurs).
- Si vous supprimez le contenu mis en cause (vous pouvez préalablement contacter les auteurs),

argumentez précisément cette suppression dans la page de discussion
(un manque de référence n'est pas un argument ; une recherche réelle de référence doit avoir été effectuée, être formellement documentée).
 (février 2025).
Babel / Lettre à mes amis restés en Belgique est un journal filmé de Boris Lehman tourné à partir de 1983 et terminé en 1991. Ce long métrage dure 380 minutes. Une copie DVD est éditée en 2011 par Re:Voir Vidéo.

## Synopsis
Le cinéaste, inspiré par la Bible, décide de voyager pour se découvrir lui-même et se soigner d'un chagrin d'amour (relation sujet du film précédent Couple, Regards, Positions sorti en 1983). Il commence par projeter de partir sur les traces d'Antonin Artaud chez les Amérindiens du Mexique (Boris Lehman travaillait depuis plus de dix ans au Club Antonin Artaud, un centre bruxellois d'antipsychiatrie qui, peu à peu, exclut le réalisateur de ses locaux). Il filme les préparatifs de son départ, ses doutes et de nombreuses personnes qui lui donnent des conseils allant du boy-scoutisme à la bêtise. Boris Lehman craint de perdre beaucoup à son retour. Ses appréhensions sont fondées car, en revenant du Mexique, il reçoit une lettre de licenciement de son employeur, doit déménager, subit de graves problèmes financiers, tandis que ses amis le laissent tomber, que son ancienne amoureuse estime qu'ils n'ont plus rien à se dire et lui reproche de toujours se plaindre. Alors qu'il tente de nouer de nouvelles relations sous le prétexte du film, son ambiguïté est désapprouvée. Le cinéaste, de plus en plus déprimé, s'interroge sur la juste distance et ne sait comment terminer son film. Qui devient un portrait de Bruxelles et de la Belgique, pendant les années 1980, en pleine décomposition.

## Citations
« Non seulement le Mexique « manque » à sa place, est escamoté dans la construction du film, mais il n'est qu’un poncif, une imagerie ou un leurre. S’il existe un film évoquant un voyage au Mexique et un projet de film sur ce pays, rien ne permet de croire que le Mexique existe autrement que dans l’imagerie de Luis Mariano chantant Mexico ! »

— par François Albera

« Lettre à mes amis restés en Belgique est pour la Belgique l'équivalent de Milestones de Robert Kramer ou de La Maman et la Putain de Jean Eustache. »

— par Dominique Païni